# Phyllanthus pseudoparvifolius
Phyllanthus pseudoparvifolius är en emblikaväxtart som beskrevs av R.L.Mitra och Munivenkatappa Sanjappa. Phyllanthus pseudoparvifolius ingår i släktet Phyllanthus och familjen emblikaväxter. Inga underarter finns listade i Catalogue of Life.